# Epophthalmia vittata
Epophthalmia vittata là loài chuồn chuồn trong họ Macromiidae. Loài này được Burmeister mô tả khoa học đầu tiên năm 1839.